# Патин кувар
Патин кувар, односно Мој кувар, је кулинарска књига са 4000 испробаних кулинарских рецепата и различитих савета за вођење домаћинства. То је један од првих и вероватно најпознатији кулинарски приручник објављен у Србији. Објављен је 1939. године и остао је непревазиђен приручник за кулинарске вештине, дијететику, негу болесних, исхрану деце и старијих, за припремање окупљања и слава, као и ненаметљиви грађански бонтон за трпезом. Написала га је Спасенија Пата Марковић, једна од првих школованих домаћица и школованих жена уопште у Србији у првој половини 20. века.
На основу Патиног кувара издавачко предузеће Народна књига објавило је 1956. године Велики народни кувар који је до почетка 21. века доживео 24 издања, а преведен је и на неколико светских језика. У уводу овог издања пише: „Ова књига рађена је према познатој књизи 'Мој кувар' који је пре рата издала 'Политика', а средила Спасенија-Пата Марковић”. Велики народни кувар садржи све рецепте предратног издања поменуте књиге, уз још неке савете.

## Спасенија Пата Марковић
Спасенија Пата Марковић била је, како је неки историчари сврставају, међу првим ученим женама у Србији, које су се бориле за изједначавање права жена и мушкараца. Школовала се у Бечу, где је завршила чувену школу за домаћице и постала врсна куварица, а поред вештине вођења домаћинства стекла је и врхунске манире комуницирања у друштву. Била је управитељица Домаћичког течаја Београдског женског друштва и Женске занатске школе, у којој је ширила своје ставове и идеје донете из Беча. Водила је и јединствену мензу у којој се сваког дана хранило сто особа, претежно школске деце. Била је и активна чланица Кола српских сестара.
Као једна од малобројних учених и модерних жена у Србији тога доба, Пата Марковић је своју прву збирку рецепата Кувар и саветник издала још 1907. године. Током двадесетих и тридесетих година 20. века редовно је, једном недељно, излазила и Патина читанка за домаћице. Године 1937. почиње у дневном листу Политика да уређује колумну за домаћице, од које је две године касније, 1939. настала њена чувена књига „Мој кувар”, који је врло брзо постао познат као „Патин кувар”.

## НастанакПатиног кувара
Чувени кулинарски приручник Мој кувар или, како га је народ касније прозвао, Патин кувар представља збирку са више од 4000 испробаних, сређених и несумњиво одличних рецепата, сачињених у сарадњи са најбољим куварицама, познаваоцима домаће и стране кухиње, гурманима и петорицом у то доба врсних лекара. Објављен 1939. године, на 800 страна великог формата, Патин кувар до данашњих дана остао је непревазиђен приручник за кулинарске вештине, дијететику, негу болесних, исхрану деце и старих особа, за припремање породичних окупљања и слава, као и ненаметљиви грађански бонтон за трпезом.
Седамдесетих година 20. века Патина ћерка Љубица Ристић (тада запослена у Народној библиотеци Србије) наставила је мајчино дело, па је преуредила Кувар, модернизовала је рецепте и прилагодила количине и састојке савременом животу. Патин кувар користи се и као стручна литература у кулинарској бранши. Године 1956. издавачко предузеће Народна књига објавило је, како је било наведено „због великог интересовања” нову верзију овог Патиног кувара под називом Велики народни кувар.
Упућени кажу да је у 20. веку ово дело било чест и пожељан поклон који се носио на поклон младим брачним паровима, а ова „кулинарска библија”, како га још називају, и данас се у српским кућама преноси с колена на колено.

### Забране и цензуре књиге са кулинарским рецептима
До почетка Другог светског рата, Пата је много радила и у том периоду објавила је три Велика народна кувара и 15 свезака разних рецепата. После рата Пата је, као жена из богате породице, ухапшена као издајник, а имовина јој је национализована. Снажан утицај који је име Спасеније Пате Марковић имало међу народом довео је до тога да је прогласе за особу која шири буржоаске идеје и забрањено јој је да се потписује пуним именом. Сви кувари који су њено ауторско дело, а објављени су од 1945. до 1990. године (скоро 20 година после њене смрти) потписани су са „СМ“. Овом забраном покушано је спречавање утицаја напредне, образоване и оштроумне Српкиње на комунистичку омладину.
Али није само Патин кувар сметао актуелним властима. Пата Марковић створила је дело које се самом појавом, а још више садржајем, разликовало и од предратне реторике, па је засметала многим припадницима српске конзервативне струје, јер је као жена ширила напредне идеје. Тако је у време Шестојануарске диктатуре (6. јануар 1929 — 3. септембар 1931) забрањен и њен недељник Патина читанка за домаћице која је тада, као једино штиво које је излазило без цензуре, постала својеврсно опозиционо гласило.

## ВредностПатиног кувара
Највећа вредност Патиног кувара је то што у њему постоји готово све што има везе са кулинарством, кухињом и исхраном. У њему су заступљена традиционална домаћа јела, али и рецепти за справљање артичока на седам начина, коантро, пудинг од гушчје јетре... Рецепти за справљање зимнице, укључујући на пример и парадајз сушен на сунцу. Свакодневна јела подразумевају се у овом кувару и то без расправа о томе да ли су аутентично српска или су у ствари аустријска, грчка, византијска или турска. Чињеница је да се у Србији једе и штрудла с орасима и самса, и проја и савијача, и ноклице, и флекице, и урмашице, и мантије, добош торта и татлије, те да стога треба да имају своје место у кувару. Спасенија Пата Марковић је дубоко веровала да савремена Српкиња не заостаје или бар не би требало да заостаје за савременом Францускињом. Као добре мајке и супруге, Патине читатељке треба да знају састав хране и калоријске вредности њених састојака, које су најбоље дијете и шта значи економично вођење домаћинства. Зато Патин кувар није ни народни, ни српски - његово прво издање се зове Мој кувар.